# بوتلرتوون (مریلند)
بوتلرتوون (به انگلیسی: Butlertown) شهری در ایالت مریلند کشور ایالات متحده آمریکا است که جمعیت آن در سرشماری سال ۲۰۱۰ میلادی، ۵۰۵ نفر بوده‌است.